# Michel Diouf
Michel Diogoye Diouf (Médina Gounass, 19 aprile 1989) è un cestista senegalese.

## Palmarès

### Club
- Campionato danese: 7

Bakken Bears: 2016-17, 2017-18, 2018-19, 2019-20, 2020-21, 2021-22, 2022-23
- Coppa di Danimarca: 4

Bakken Bears: 2016, 2018, 2020, 2021
- European North Basketball League: 1

Bakken Bears: 2024

### Individuali
- MVP finali Basketligaen: 1

2020-21